# 遺產偵探
《遺產偵探》是西荻弓繪原作、幾田羊作畫的日本漫畫，於2020年12月22日至2022年12月27日在《Evening》連載。
2025年1月起、日本電視台播放本作電視劇。

## 登場人物
灰江 七生（はいえ なお）
本作主角。是一名負責繼承事件的偵探，也是一名前律師。喜歡吃咖啡豆來思考。另外似乎欠下許多借款債務，因此常常被債主追債。
因為經常會干涉許多與繼承及遺產有關的案件而受人忌憚。
三富 令子（みとみ れいこ）
灰江偵探事務所的員，是一名前醫學系學生。
朝永（ともなが）
前警視廳科學研究班的王牌研究員。經常支援灰江辦理的案件。
福士（ふくし）
知名的王牌律師，還經常上電視節目擔任來賓。似乎與灰江是舊識，雖然經常表現出對於灰江的嫌棄，但如果灰江請求他幫忙，也會願意出手相助。
偶然上健身房時，認識了在裡面兼職當教練的令子，還因此對他產生好感。

## 出版書籍
| 卷數 | 講談社         | 講談社                 | 東立出版社    | 東立出版社             |
| 卷數 | 發售日期       | ISBN                   | 發售日期      | ISBN                   |
| ---- | -------------- | ---------------------- | ------------- | ---------------------- |
| 1    | 2021年5月21日  | ISBN 978-4-06-523383-2 | 2023年2月16日 | ISBN 978-9-57-268643-0 |
| 2    | 2021年8月23日  | ISBN 978-4-06-524575-0 | 2024年11月4日 | ISBN 978-6-26-020657-4 |
| 3    | 2021年12月23日 | ISBN 978-4-06-526103-3 |               |                        |
| 4    | 2022年3月23日  | ISBN 978-4-06-527123-0 |               |                        |
| 5    | 2022年7月22日  | ISBN 978-4-06-528466-7 |               |                        |
| 6    | 2022年11月22日 | ISBN 978-4-06-529760-5 |               |                        |
| 7    | 2023年2月21日  | ISBN 978-4-06-530864-6 |               |                        |

## 電視劇
改編電視劇《遺產偵探》是日本電視台於2025年1月25日至3月29日播出的週六九點連續劇，由赤楚衛二主演。

### 登場人物

#### 主要人物
- 灰江七生〈33〉：赤楚衛二[10]

負責遺產繼承案件的専門偵探。開立灰江繼承調查事務所。是一名前菁英律師。
- 三富令子〈24〉：櫻田日和[11]

灰江繼承調查事務所的助理。因某原因而休學的京都的大學醫學生。
- 朝永秀樹〈30〉：矢本悠馬[11]

曾是警視廳科搜研的王牌研究員。現就職於民間的鑑定公司。

#### 周邊人物
- 福士遥〈33〉：落合扶樹[12]

律師。把灰江視為對手。
- 今野〈51〉：石井正則[12]

灰江經常光顧的喫茶店的老闆。對咖啡很了解。
- 金山龍〈50〉：涉川清彥[12]

借錢給灰江的高利貸業者。也會提供情報給灰江。
- 羽毛田香〈38〉：三浦貴大[12]

雜誌週刊的自由撰稿人。
- 地鶏健吾：加藤雅也[12]

與灰江有特別關係的神秘男子。

### 製作團隊
- 原作：西荻弓繪（原作）、幾田羊（作畫）《遺產偵探》（講談社《Evening》連載）
- 編劇：西荻弓繪
- 配樂：佐藤航、Gecko&Tokage Parade
- 主題曲：（Sony Music Labels）[13]
- 導演：菅原伸太郎、長沼誠、本多繁勝
- 總製作人：松本京子
- 製作人：島之江衣未、石井滿梨奈（AX-ON）、本多繁勝（AX-ON）
- 協力製作人：次屋尚、吉川惠美子（AX-ON）
- 製作協力：AX-ON
- 製作著作：日本電視台

### 播出日程
- 第8話因『MLB開幕戰 2025年熱身賽 洛杉磯道奇×讀賣巨人』延長播出（19:00 - 21:29），因而延後35分鐘播出（21:35 - 22:29）。

| 集數                                                       | 播出日期 | 日文標題 | 導演       | 收視率 |
| ---------------------------------------------------------- | -------- | -------- | ---------- | ------ |
| 第1話                                                      | 1月25日  |          | 菅原伸太郎 | 8.0%   |
| 第2話                                                      | 2月01日  |          | 菅原伸太郎 | 6.1%   |
| 第3話                                                      | 2月08日  |          | 長沼誠     |        |
| 第4話                                                      | 2月15日  |          | 菅原伸太郎 | 5.8%   |
| 第5話                                                      | 2月22日  |          | 菅原伸太郎 |        |
| 第6話                                                      | 3月01日  |          | 長沼誠     | 5.6%   |
| 第7話                                                      | 3月08日  |          | 本多繁勝   |        |
| 第8話                                                      | 3月15日  |          | 本多繁勝   | 6.8%   |
| 第9話                                                      | 3月22日  |          | 菅原伸太郎 |        |
| 最終話                                                     | 3月29日  |          | 菅原伸太郎 |        |
| （收視率由Video Research調查關東地區、家戶的即時統計資料） |          |          |            |        |

## 外部連結
漫畫
- 漫畫官方網站 （日語）

電視劇
- 電視劇官方網站－日本電視台 （日語）
  - 電視劇的X（前Twitter）
  - 電視劇的Instagram帳戶
  - 電視劇的TikTok

-  在Netflix上觀看《遺產偵探》

| 日本 日本電視台 週六九點連續劇              | 日本 日本電視台 週六九點連續劇                | 日本 日本電視台 週六九點連續劇 |
| ------------------------------------------- | --------------------------------------------- | ------------------------------ |
|                                             | 遺產偵探 （2025年1月25日－3月29日）           |                                |
| 放課後的病歷表 （2024年10月12日－12月21日） | 為什麼是我來神說教 （2025年4月12日－6月14日） |                                |